# Steve James (snooker)
Stephen James, né le 2 mai 1961, est un joueur de snooker professionnel anglais, retiré depuis 2006.
Sa carrière est principalement marquée par une victoire en tournoi classé, au classique de snooker en 1995. 

## Carrière

### Débuts (1986-1987)
Steve James devient joueur de snooker professionnel en 1986, lui qui était facteur avant de se consacrer pleinement au snooker. Après un échec aux qualifications du championnat du monde 1987, il parvient à se qualifier pour l'édition suivante, et va même jusqu'en quarts de finale. Il s'y incline sur le score honorable de 13-11, face au Canadien Cliff Thorburn, vainqueur du championnat en 1980. 

### Meilleures années (1988-1993)
James fait son entrée dans le top 16 du classement mondial en 1988, à la suite d'une demi-finale à l'Open international. James continue sa marche en avant et remporte le classique de snooker 1990, ce qui reste son seul succès dans un tournoi comptant pour le classement. Tombeur de Steve Davis en demi-finale (6-4), l'Anglais affronte en finale un adversaire à sa portée, en la personne de Warren King, modeste 55e joueur mondial. James fait valoir son rang et s'impose sur le score de 10 manches à 6. 
L'Anglais se propulse en demi-finale du championnat du monde de 1991, lors duquel il fait chuter le tenant du titre et no 1 mondial Stephen Hendry, en quarts de finale. Il est ensuite battu assez logiquement par Jimmy White, 16 à 9. Ce beau parcours lui permet d'atteindre la 7e place mondiale, son meilleur classement en carrière. 
Il se maintient dans le top 16 mondial jusqu'en 1993. En dehors des bons résultats qu'il obtient dans les tournois apportant des points au classement, James se montre aussi performant dans les tournois de gala, gagnant le tournoi Pontins professionnel en 1992, et étant finaliste au Masters d'Inde la même année. Par ailleurs, il est aussi quart de finaliste au Masters de snooker par trois fois. 

### Confirmation difficile (1994-1998)
Après deux saisons sans résultats notoires dans les tournois classés, Steve James se retrouve en dehors du top 16. Malgré une demi-finale au Grand Prix 1995, son manque de constance ne lui permet pas de regagner sa place parmi la crème du snooker mondial, tournant autour du top 20 mondial pendant quelques saisons. 

### Déclin et retraite (1999-2006)
Au début de la saison 1999-2000, James sort du top 32 mondial pour la première fois depuis 1988. Cette désillusion sur le plan personnel semble amorcer une période de déclin beaucoup plus profonde, de laquelle l'Anglais ne parviendra pas à se sortir ; au cours des saisons qui suivent, son classement continue de descendre tandis que ses résultats ne s'améliorent pas, si bien qu'il est relégué sur le circuit amateur en 2002. 
L'Anglais parvient à regagner sa place en 2004, obtenant même une première qualification pour un tournoi classé en quatre ans, à l'Open du pays de Galles. Il s'agit d'ailleurs de sa dernière apparition dans le tableau final d'un tournoi ; il y est battu par Mark King dès le premier tour. Ne parvenant pas à retrouver son meilleur niveau, Steve James annonce son retrait du snooker mondial en 2006.

## Vie personnelle
Diabétique, James manque l'Open de Grande-Bretagne en 2004 en raison d'une infection rénale.

## Palmarès
| Légende | Catégorie                        | Titres                         | Finales                        |
|         | Tournois classés                 | 1                              | 0                              |
|         | Tournois non classés             | 1                              | 1                              |
|         | Tournois pro-am                  | 0                              | 2                              |
|         | Tournois du circuit du challenge | 0                              | 1                              |
| Gras    | Tournois de la triple couronne   | Tournois de la triple couronne | Tournois de la triple couronne |

### Titres
| Saison    | Nom du tournoi       | Lieu      | Finaliste   | Score | Tableau |
| 1989-1990 | Classique de snooker | Blackpool | Warren King | 10-6  |         |
| 1991-1992 | Tournoi Pontins      | Prestatyn | Neal Foulds | 9-8   |         |

### Finales perdues
| Saison    | Nom du tournoi                         | Lieu      | Finaliste      | Score | Tableau |
| 1991-1992 | Tournoi Pontins pro-am (printemps)     | Prestatyn | Declan Hughues | 2-7   |         |
| 1992-1993 | Masters d'Inde                         | Delhi     | Steve Davis    | 6-9   |         |
| 1992-1993 | Tournoi Pontins pro-am (printemps) (2) | Prestatyn | Mike Hallett   | 6-7   |         |
| 2003-2004 | Circuit du challenge (épreuve 3)       | Prestatyn | Brian Salmon   | 1-6   |         |